# Les Sept Gladiateurs (film, 1983)
Pour les articles homonymes, voir Les Sept Gladiateurs.
Pour plus de détails, voir Fiche technique et Distribution.
Les Sept Gladiateurs (titre original : I sette magnifici gladiatori) est un film italien, réalisé par Claudio Fragasso et Bruno Mattei, sorti en 1983. Il s'agit d'une libre adaptation des Sept Samouraïs d'Akira Kurosawa.

## Synopsis
Un chef bandit doté de pouvoirs magiques, qu'il tient de sa mère sorcière, effectue de sanglants raids, faisant régner la terreur sur un pacifique village. Un jour, les femmes du village découvrent une épée magique aux pouvoirs extraordinaires. Elles décident alors de partir à la recherche d'un homme héroïque capable de la manier afin de détruire le despote...

## Fiche technique
- Titre : Les Sept Gladiateurs
- Titre original : I sette magnifici gladiatori
- Réalisation : Claudio Fragasso et Bruno Mattei
- Scénario : Claudio Fragasso
- Musique : Dov Seltzer (en)
- Pays d'origine :  Italie
- Langue originale : anglais
- Format : Couleurs - 35 mm - 1,85:1 - Mono
- Durée : 83 minutes
- Dates de sortie :
  - Italie : 1983
  - États-Unis : août 1984

## Distribution
- Lou Ferrigno : Han
- Sybil Danning : Julia
- Brad Harris : Scipio
- Dan Vadis : Nicerote